# Resolutie 745 Veiligheidsraad Verenigde Naties
Resolutie 745 van de Veiligheidsraad van de Verenigde Naties werd unaniem aangenomen op 28 februari 1992.

## Achtergrond
In 1979 werd na de val van het Rode Khmer-regime en met steun van Vietnam en de Sovjet-Unie de
Volksrepubliek Kampuchea opgericht. Het land werd gedurende het volgende decennium door Vietnam gecontroleerd
via een marionettenregering. Die werd gedurende dat decennium bevochten door een regering in ballingschap
die bestond uit de koningsgezinde Funcinpec, de Rode Khmer en het in 1982 gevormde Nationaal Volksbevrijdingsfront.
In augustus 1989 kwamen de vier partijen en vertegenwoordigers van achttien landen bijeen in de door de
Verenigde Naties gesponsorde Conferentie van Parijs. Toen een eindakkoord eindelijk in zicht was, werd
de VN-Vooruitgangsmissie in Cambodja (UNAMIC) opgericht om toe te zien op de naleving van het staakt-het-vuren.
De missie bereidde ook de komst van de VN-Overgangsautoriteit (UNTAC) voor, die de in Parijs gesloten akkoorden
in de praktijk moest brengen.

## Inhoud
De Veiligheidsraad:
- bevestigt de resoluties 668, 717, 718 en 728;
- bevestigt ook zijn steun aan de in Parijs getekende akkoorden;
- neemt nota van het rapport van de secretaris-generaal;
- wil bijdragen aan het herstel en behoud van de vrede, de verzoening, de mensenrechten en het zelfbeschikkingsrecht in Cambodja;
- is ervan overtuigd dat vrije verkiezingen onontbeerlijk zijn voor een duurzame regeling van het conflict;
- denkt aan Cambodja's tragische geschiedenis en vastberaden dat de praktijken van het verleden niet zullen worden herhaald;
- waardeert de VN-vooruitgangsmissie die toeziet op het staakt-het-vuren, mijnen opruimt en de VN-Overgangsautoriteit in Cambodja voorbereidt;
- waardeert de inspanningen van prins Norodom Sihanouk en de Nationale Hoge Raad van Cambodja in de uitvoering van de akkoorden;
- verwelkomt de aanstelling door de secretaris-generaal van een speciale vertegenwoordiger voor Cambodja;

1. keurt het rapport met het plan voor de uitvoering van het in de akkoorden voorziene mandaat (VN-Overgangsautoriteit) goed;
2. beslist dat de VN-Overgangsautoriteit in Cambodja in overeenstemming met het rapport wordt opgericht voor niet meer dan achttien maanden;
3. besluit dat het cruciaal is dat tegen mei 1993 verkiezingen worden gehouden;
4. vraagt de secretaris-generaal de Autoriteit zo snel, efficiënt en kosteneffectief mogelijk in te zetten;
5. roept de Nationale Hoge Raad van Cambodja op om zijn speciale verantwoordelijkheden in het akkoord te vervullen;
6. roept alle betrokken partijen ook op om de akkoorden na te leven en samen te werken met de Autoriteit;
7. roept de Nationale Hoge Raad en alle Cambodjanen op om de Autoriteit bij te staan;
8. dringt er bij de partijen op aan om hun strijdkrachten te demobiliseren en wapens in te leveren;
9. doet een oproep aan alle landen de VN-programma's voor de uitvoer van de akkoorden en de rehabilitatie en terugkeer van vluchtelingen en ontheemden te steunen;
10. vraagt de secretaris-generaal om op 1 juni 1992 en vervolgens in september 1992, januari 1993 en april 1993 te rapporteren over de uitvoering van deze resolutie en de nog uit te voeren taken in de operatie;
11. besluit om op de hoogte te blijven.

## Verwante resoluties
- Resolutie 718 Veiligheidsraad Verenigde Naties (1991)
- Resolutie 728 Veiligheidsraad Verenigde Naties
- Resolutie 766 Veiligheidsraad Verenigde Naties
- Resolutie 783 Veiligheidsraad Verenigde Naties

Lijst ·  726 ·  727 ·  728 ·  729 ·  730 ·  731 ·  732 ·  733 ·  734 ·  735 ·  736 ·  737 ·  738 ·  739 ·  740 ·  741 ·  742 ·  743 ·  744 ·  745 ·  746 ·  747 ·  748 ·  749 ·  750 ·  751 ·  752 ·  753 ·  754 ·  755 ·  756 ·  757 ·  758 ·  759 ·  760 ·  761 ·  762 ·  763 ·  764 ·  765 ·  766 ·  767 ·  768 ·  769 ·  770 ·  771 ·  772 ·  773 ·  774 ·  775 ·  776 ·  777 ·  778 ·  779 ·  780 ·  781 ·  782 ·  783 ·  784 ·  785 ·  786 ·  787 ·  788 ·  789 ·  790 ·  791 ·  792 ·  793 ·  794 ·  795 ·  796 ·  797 ·  798 ·  799